# Dylan Tombides
Dylan James Tombides (* 8. März 1994 in Perth, Australien; † 18. April 2014 in London, England) war ein australischer Fußballspieler auf der Position des Stürmers. Er spielte für West Ham United und für das australische U-17- und U-23-Team.
Tombides spielte vor seinem Wechsel in die Premier League für Jugendvereine in seiner Geburtsstadt Perth und in Hongkong. Sein Debüt im Profiteam von West Ham United gab er am 25. September 2012 im League Cup in der Begegnung gegen Wigan Athletic, als er in der 84. Spielminute für Gary O’Neil eingewechselt wurde.
Er starb am 18. April 2014 an Hodenkrebs, an dem er seit 2011 gelitten hatte. Im Zuge der Erkrankung engagierte sich Tombides für die Krebsorganisation One for the Boys, die das Bewusstsein für Krebs bei Männern schärfen will und zu deren prominenten Unterstützern der Schauspieler Samuel L. Jackson, der Snookerspieler Jimmy White und der Sänger Peter André gehören. Im Gedenken an Tombides wird West Ham United die Rückennummer 38 nicht wieder vergeben.